# Phytosciara fabulosa
Phytosciara fabulosa är en tvåvingeart som beskrevs av Hans-Georg Rudzinski 2000. Phytosciara fabulosa ingår i släktet Phytosciara och familjen sorgmyggor.
Artens utbredningsområde är Madagaskar. Inga underarter finns listade i Catalogue of Life.